# Halesa melina
Halesa melina là một loài bướm đêm trong họ Geometridae.